# Otto Arendt

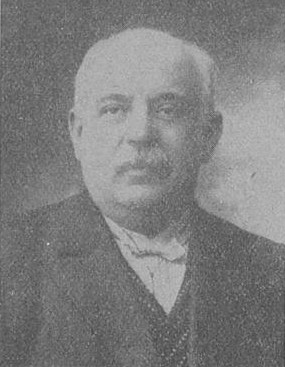
Otto Arendt, um 1908

Otto Arendt (* 10. Oktober 1854 in Berlin; † 28. April 1936 ebenda) war ein deutscher Publizist und freikonservativer Politiker. 

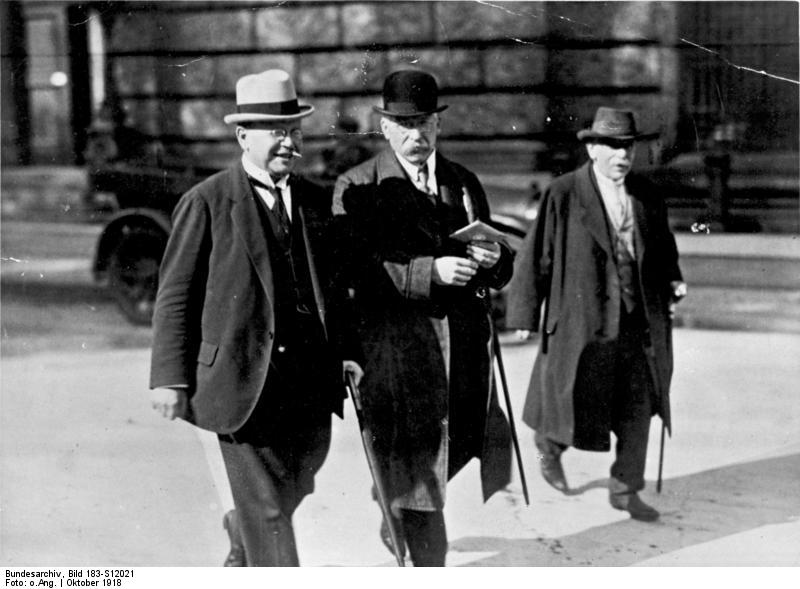
Die Reichstagsabgeordneten Erzberger, Südekum und Arendt beim Verlassen des Reichstags in Berlin

## Leben
Arendt stammte aus einer jüdischen Familie und konvertierte später zum Christentum. Nach dem Besuch des Gymnasiums studierte er in Leipzig und Freiburg Rechts- und Staatswissenschaften. Er promovierte zum Dr. phil.
Durch seine Schrift „Die vertragsmäßige Doppelwährung“ von 1880 bekam er Anschluss an die Bewegung für Bimetallismus. Im Streit zwischen den Anhängern einer Gold- oder Silberwährung trat Arendt für eine Doppelwährung auf Gold- und Silberbasis ein. Diese sollte auf internationalen Verträgen beruhen und so Währungsschwankungen verkleinern. Im Jahr 1882 wurde Arendt Mitbegründer des „Deutschen Vereins für internationale Doppelwährung.“ Er wurde auch Schriftführer der Organisation. Auch war er Herausgeber der Veröffentlichungen des Vereins. Arendt gilt als theoretischer Hauptvertreter der Bimetallbewegung in Deutschland.
Seit 1886 gehörte Arendt dem Preußischen Abgeordnetenhaus als Vertreter des Wahlkreises Regierungsbezirk Merseburg 5 (Mansfelder See- und Gebirgskreis) und seit 1898 dem Reichstag für die freikonservative Partei an. In beiden Häusern saß er bis zum Ende des Kaiserreichs 1918. Zwischen 1888 und 1898 war er Arendt Herausgeber des „Deutschen Wochenblattes.“ Das Blatt war das Sprachrohr der Reichs- und freikonservativen Partei. Arendt war Feind aller sozialistischen Bestrebungen, war Imperialist, Befürworter der Flottenrüstung und Vertreter der Schutzzollpolitik. Ernest Hamburger bezeichnet ihn als den „reaktionärsten Abgeordneten jüdischer Herkunft“.
Insbesondere setzte sich Arendt seit 1885 für die Kolonialpolitik ein. Er war Mitbegründer und Schriftführer des „Deutschen Emin-Pascha-Komitees.“ Ziel des Komitees war es, im Wettbewerb mit englischen Bemühungen dem am oberen Nil tätigen Forscher Eduard Schnitzer („Emin Pascha“) zu Hilfe zu kommen. Die Organisation rüstete 1889 eine Expedition unter Leitung von Carl Peters aus. Arendt war außerdem Gründungsmitglied der Deutschen Kolonialgesellschaft und Vorstandsmitglied des Alldeutschen Verbandes. Er war damit eine der wenigen Personen jüdischer Herkunft, die sich dieser antisemitischen Organisation anschlossen. Auch im Ostmarkenverein spielte er zeitweise eine führende Rolle.
Gegenüber Frankreich vertrat Arendt keine aggressive Haltung, sondern sprach sich 1892 aus Nützlichkeitserwägungen sogar für ein Deutsch-Französisches Bündnis aus. Im Jahr 1907 war Arendt einer der entschiedensten Gegner des Bülow-Blocks.
Im Jahr 1893 heiratete er die Schauspielerin und Rezitatorin Olga Morgenstern.
Arendt war Verfasser zahlreicher volkswirtschaftlicher und politischer Schriften. Er war auch Mitbegründer des Vereins für Socialpolitik.
Nach dem Ersten Weltkrieg wurde er Mitglied der antisemitischen DNVP und wechselte erst nach dem Kapp-Putsch zur DVP.

## Werke (Auswahl)
- Die Silberenquete. Eine Auseinandersetzung mit Ludwig Bamberger. Walther, Berlin 1894; urn:nbn:de:s2w-7261
- Herr Reichsbankpräsident Dr. Koch und die Währungsfrage. Eine Antwort auf die Herrenhausrede des Herrn Dr. Koch vom 16. Mai 1895. Walther, Berlin 1895; urn:nbn:de:s2w-8105